# 시옹
시옹(프랑스어: Sion, 독일어: Sitten 지텐[*])은 스위스 남부 발레주에 있는 도시로, 발레주의 주도이다. 인구 28,871(2007).
스위스 남부와 론강 상류에 위치한다. 알프스산맥에 둘러싸여 있으나 론강 상류 분지에 위치하였고 사방으로 통하는 교통로의 요지로 오래전부터 발달한 곳이다. 선사 시대의 유적도 발견되었다. 고대 로마 시절 세두눔이라는 이름으로 건설되었다. 그 후 주교좌 소재지가 되었고 주교가 론강 상류 지역을 통치하여 시옹은 그 중심지가 되었다. 주교의 통치권은 18세기 후반 헬베티아 공화국 성립 전까지 계속되었고 발레 주가 스위스 연방의 주가 된 후 주도가 되었다. 중세 시대의 대성당 등 오래 된 건물이 많으며 성벽도 남아 있다. 작은 도시지만 지금도 로마 가톨릭의 스위스 6개 주교좌 소재지의 하나이다. 주민은 주로 프랑스어를 사용한다. 알프스를 넘어 이탈리아로 가는 교통의 요지이며 겨울 스포츠의 중심지이다. 1976년과 2002년, 2006년 동계 올림픽 유치를 신청했으나 세 차례 모두 개최지 선정 투표에서 2위로 유치에 실패했다.

## 역사

### 선사시대 정착지
시옹은 유럽에서 가장 중요한 선사시대 유적지 중 하나이다. 시온느강의 선상지에는 강 위의 바위가 많은 경사면에 그 정도가 덜한 발레리아와 투르비욘 언덕에는 고대부터 거의 지속적으로 정착이 이루어져 왔다. 인간이 정착한 가장 오래된 흔적은 중석기 시대 후기인 기원전 6200년부터 시작된다. 기원전 5800년경 지중해에서 온 초기 신석기 시대 농부들이 시옹에 정착했다. 정착촌의 수가 급격히 증가한 신석기 시대 중기인 기원전 4500년경까지는 정착지가 작았다. 인구 증가를 뒷받침하기 위해 계곡 전체에 농경과 방목이 퍼졌다. 그들은 또한 의인화된 비석이 새겨진 샤블란데스식 석조 매장지에 매장을 시작했다. 기원전 3천년 초에 크고 건조한 돌담 공동묘지(르 프티 샤세르의 고인돌과 같은)에서 각각의 무덤이 변화하였다. 기원전 3천년 후반 비커 문화기에 고인돌이 다시 한번 지어졌으나, 더 작아지고 연단이 없었다. 비석에는 풍부한 기하학적 패턴이 만들어졌고, 때로는 오래된 고인돌로 지어졌지만, 계속 조각되었다. 청동기 시대 초기(기원전 2300년경)에 마지막 비석이 세워졌다.
초기 정착은 문헌에 잘 나타나 있다. 르 프티 샤세르(Le Petit Chasseur) 근처와 리츠 거리 아래에 중기 신석기 시대의 오두막이 있다. 후기 신석기 시대 유적지는 브라므아(Bramois)에서 발견되었으며, 초기 청동기 시대 유적지는 르 프티 샤세르에서 발견되었다. 그러나 중기 청동기 시대는 문서화되어 있지 않다. 이후 청동기 말기와 철기 시대의 귀족묘인 돈 보스코의 거대한 공동묘지와 라텐 문화의 수-르-섹스(Sous-le-Scex)의 공동묘지가 세워졌다.

### 켈트, 로마 정착지
기원전 1세기 말에 시옹은 발레의 4대 켈트족 중 하나인 세두니의 수도였다. 율리우스 카이사르는 그들을 Nantuates Sedunos Veragrosque로 언급한다. BC 10년대에 로마인들에게 정복당했다. 기원전 8~7년에 아우구스투스 황제는 비문으로 세두니 부족(civitas)을 칭찬했다. 시청에는 여러 로마 비문이 포함되어 있다고 하는데, 그중 하나는 시옹에서 발견된 로마의 존재를 기념하는 것이다: Civitas Sedunorum Patrono. 로마 시대에는 세두눔(Sedunum)으로 알려졌다.
로마 정착지는 주로 현재의 성 테오둘(St. Theodul)에서 시옹느와 언덕 서쪽 발레리아(Valeria) 사이에 펼쳐져 있다. 교회 아래에서 큰 목욕 단지가 발견되어 부분적으로 발굴되었다. 수르섹스(Sous-le-Scex)의 라 시테리(La Sitterie)근처와 쁘띠 샤세르(Avenue du Petit Chasseur)의 상부에서는 여러 빌라 교외의 일부가 발견되었다. 1세기에 현재의 마르티니는 시바타스 발레지움(civitas Vallensium)의 수도가 되었다. 세두넘은 정치적 중요성을 잃었지만, 여전히 많은 저명한 가족의 고향으로 남아 있다. 무덤 비석은 플라민의 뒤움비리(시민의 집정관)의 존재를 증명한다.(제국 숭배의 사제), 로마 기사이자 마을의 전 집사. 4세기에 쁘레시데스(지방 총독)가 세두눔에 살았다고 언급되어 있는데, 여기에는 폰티우스 아스클레피오도투스라는 사람이 포함되어 있는데, 그는 제국 건물을 재건하고 비문에 따르면 377년에 기독교로 개종했다고 쓰여있다.

### 가톨릭 주교좌
로마 가톨릭 시옹 교구는 스위스에서 가장 오래된 교구이자 알프스 북부에서 가장 오래된 교구 중 하나이다. 처음에는 현재 마르티니라고 불리는 옥토두룸(Octodurum)에 시가 있었다. 최초의 진정한 역사적 주교는 381년 아퀼레이아 공의회에 참석한 성 테오도르 또는 테오돌로스였다. (391년 사망) 그는 아가우눔에 생모리스 수도원을 설립했으며, 그곳에서 순교한 성 모리스를 기리는 작은 교회와 함께 약  300년, 그가 지역 은둔자들을 공동의 삶으로 통합했을 때, 알프스에서 가장 오래된 북쪽인 생모리스 수도원이 시작되었다. 황제 막시미누스 2세에 의해 파괴된 시옹 교회를 재건한 4세기 초, 처음에 새로운 교구는 비엔나 대교구의 총독이었다. 이후 그것은 타란테즈(Tarentaise)의 참정권이 되었다.
589년에 주교인 성 헬리오도루스(St. Heliodorus)는 관구를 시옹으로 옮겼고, 듀랑스강이 론강과 합류하는 저지대 옥토듀룸(Octodurum) 지역을 남겼다. 초기 주교들도 종종 생모리스의 대수도원장이었지만, 수도원 공동체는 주교들이 수도원에 대한 관할권을 확대해서는 안 된다는 점에 질투심에 사로잡혀 있었다. 몇몇 주교들은 두 직분을 통합했다. 빌차리우스(Wilcharius, 764-780), 이전에 비엔의 대주교였으며, 그곳에서 그는 무어인들에 의해 쫓겨났다. 수도원에 찬성하여 교황으로부터 면제를 받은 성 알테우스 (780), 1049년 생모리스에서 레오 9세를 접대했던 사보이 백작 훔베르트 1세의 아들 아이모 2세가 대표적인 인물이다.
최초의 대성당은 아마도 6세기부터 시작되었을 것이다. 그것은 19세기에 그 교회가 철거될 때까지 나중에 성 베드로 교회가 서 있던 언덕 중턱에 있었다.
주교가 그곳에 정착했을 때 도시의 재산이 늘어났다. 999년 부르고뉴 왕 로돌프 3세는 발레 백작 전체를 주교에게 양도했고 시옹은 이 주의 수도가 되었다. 주교후은 높은 정의와 낮은 정의의 권리, 자신의 예복에 대한 권리 및 자신의 가신을 임명할 권리를 가졌다. 시옹의 거주자는 주교, 시장(maior), 부 도미누스(vice dominus) 또는 피츠툼(Viztum) 및 살터루스(salterus)의 세 임명자에 의해 통치되었다.

### 중세 시옹
봉건 사회 질서의 쇠퇴와 주교가 부여한 특권과 양보 덕분에 시옹 시민들은 중세 시대에 제한된 독립성을 가졌다. 1179년에 구노 주교(Kuno)와 그의 시장(maior) 윌리엄 사이의 계약은 독립 시 정부 창설의 첫 단계로 간주된다. 1217년 주교, 성 비즈툼(St. Viztums)의 공동 교회와 투른의 윌리엄 사이의 협정은 이 도시에 대한 최초의 서면 자유 헌장이다. 여기에는 민형법과 처벌, 무역 및 시장 규정이 포함된다. 1269년의 시민들은 해당 도시 사람이 자신만의 규례를 가진 독립 의회를 가졌다. 평의회는 비즈툼이 이끄는 12명의 평의원을 통해 공유지의 사용과 관리를 관장했다. 이 관리들은 나중에 지방 행정 장관(Syndic)이 되었고, 1323년에 이 칭호로 알려졌다. 1338년에 총독은 문서에서 시옹 시민의 기존 권리와 자유를 확인했다. 이 문서는 1339년 주교에 의해 갱신되었으며 선출된 후 재확인하기 위해 각 주교에게 제출되었다. 같은 해, 루트비히 4세 황제는 시옹을 자유 제국 도시로 키우고 주변 땅을 남작에게 하사했다. 1346년, 주교 비즈툼과 시민들이 함께 경찰 규정을 작성했다. 시옹은 이제 성벽, 문서화된 자유 및 시장 권리가 있는 도시였다.

### 중세 후기에서 앙시앵 레짐 말기까지
14세기 중반부터 1475년까지 시옹의 역사는 전쟁과 파괴로 가득 차 있었다. 비차르트 타벨(Witschard Tavel) 주교는 사보이 백작의 지원을 받아 대성당 대학 지부와 시민의 특권을 축소하려고 했다. 1352년 시옹은 사보이에서 온 군대에 의해 정복되고 약탈당하고 약탈당했다. 1373년에 주교는 드 그레이시에 가문에서 시옹 영지의 대부분을 다시 사들였다. 마조리성(Majorie Castle)은 주교의 거주지가 되었고 현재는 매년 주교가 임명한다. 시옹은 1384년에 공격을 받아 약탈을 당했고, 1418년 라론 사건 동안, 그리고 마침내 부르고뉴 전쟁 기간인 1475년에 약탈을 당했다.
이 기간 동안 시민들은 획득한 특권을 방어하고 가능한 한 그러한 권리를 확대하기 위해 노력했다. 1414년 시의회는 시민을 위한 새로운 법령을 승인했다. 1433년 안드레아 (Andreas dei Benzi) 주교는 신청자에게 시민권을 부여하는 것과 관련된 엄격한 규정을 승인했다. 2년 후인 1435년에 그는 시의회가 주교의 대표자를 시옹으로 임명하는 것을 허용했다. 그는 의회의 선택을 승인하거나 거부할 권리만 보유했다. 1560년에 시민들은 봉건지주인 드 쉐브론 가문으로부터 비즈툼의 사무실을 사들였다. 1년 전에 주교는 시민에게 살테루스의 직위를 할당했다. 그래서 16세기 중반까지 이 도시는 거의 완전한 자치권을 누렸다.
16세기에 독일어를 사용하는 어퍼 발레(Upper Valais)로부터의 강력한 이민으로 인해 시옹/시텐은 거의 완전히 독일어를 사용하게 되었다. 시의회 의사록은 1540년 독일어로 변경될 때까지 라틴어로 작성되었다. 공식 송장은 1600년에 독일어로 변경되었다.
17세기와 18세기는 시옹에서 평화로운 시기였다. 새로운 시청은 1657년에서 65년 사이에 그랑퐁(Grand-Pont)에 세워졌다. 1788년에 도시에 화재가 발생했다. 그것은 마조리아와 뚜비용성을 손상시키고, 284개의 거주 주택 중 115개를 파괴했다.
중세 시대에 시옹의 거주자들은 주교 또는 주교의 사람들이었다. 이것은 궁정의 직원과 땅을 경작하는 농노, 장인과 상인 모두에게 해당되었다. 시민사회로 점차적으로 조직화되기 시작하면서, 그들은 더 이상 신규 유입자들에게 시민과 동일한 권리를 자동으로 부여하려고 하지 않았다. 1326년에 약 60실링에 해당하는 시민권을 구매할 의사가 없거나 구매할 수 없었지만, 시옹에 살기를 원하는 사람들은 영주권자로 분류되었고 그들의 후손은 시민권을 살 수 있을 때까지 동일한 지위를 유지했다. 영주권자는 주로 노동자, 장인(종종 스위스 연방과 독일 출신) 및 상인(대부분 사보이와 이탈리아 북부 출신)이었다. 1348년에 전염병의 발생하여, 많은 시민이 죽었다. 시민의 죽음과 더불어 새로운 구성원에 대한 시민의 제한적인 태도는 시민들을 시옹에서 소수자로 만들었다. 1610년 최초의 인구 조사에서 이 마을에는 1,835명의 주민이 있었는데, 그중 412명은 시민이고 1,423명은 영주권자였다. 18세기에는 세 번째 범주인 톨레라티(tollerati)가 추가되었다. 혁명 직전에 이 도시의 인구는 19% 시민, 30% 영주권자, 51% 톨레라티 및 기타 소외 집단이었다. 시민 가족은 41가구에 불과했는데 그중 12가구는 귀족, 9가구는 페트리션이었다.
13세기와 14세기 전반부부터 장거리 무역이 북부 이탈리아에서 심플롱 고개를 거쳐 발레를 거쳐 샹파느(Champagne) 지역으로 들어오기 시작했다. 시옹은 이 노선의 중요한 중계소가 되었다. 시옹의 역에는 수레를 넘어 마차를 운반하는 데 도움이 되는 추가 동물을 제공하는 창고 또는 창고가 포함되었다. 많은 지역 귀족과 농부들은 수스트(Sust)를 지원하기 위해 가축 사육에 참여했으며 여름 동안 론강 건너편의 목초지에서 가축을 방목했다. 수스트의 헛간은 19세기까지 계속 운영되었다. 시온강을 따라 수력을 필요로 하는 제분소, 제재소 및 기타 산업이 있었다. 또한 같은 지역에 많은 제혁소가 있었다. 1466년에 대장장이, 벽돌공, 석공 길드가 교회 형제회에서 생겨났다. 그 뒤를 이어 1512년 정육점 길드, 1525년 제빵사 길드, 1527년 재단사와 드레이퍼 길드, 1602년 제화공 및 제혁공 길드가 뒤를 이었다. 이 길드는 앙시앵 레짐이 끝날 때까지 시옹에서 중요한 경제적 역할을 수행했다. The Inn of the White Cross는 1550년에 상인과 부유한 여행자를 위해 문을 열었고, 1688년에는 시청 옆에 지어진 골든 리옹(Golden Lion)의 여관이 이어졌다.
12세기 이전에 기록된 자료가 빈약하기 때문에, 시옹의 초기 교회에 대해 알려진 것은 거의 없다. 현재 대성당의 전신인 팔라치오 지역의 노트르담 뒤 글라뤼에(Notre-Dame-du-Glarier) 교회는 12세기에 주교의 교회이자 본당 교회로 사용되었다. 그것은 14세기에 시옹 주교와 사보이 가문 간의 전쟁 중 하나에서 파괴되었다. 15세기 후반에 재건되었다. 그 사이에 성 베드로 교회가 주교의 교회와 본당이 되었다. 1806년에 철거되었다. 발레리아 교회는 11세기에 지어졌으며 원래는 성 캐서린에게 봉헌되었다. 이 교회는 아마도 대성당 챕터의 첫 번째 교회였을 것이다. 성 테오둘 교회는 13세기에 처음 언급되었다. 그것은 아마도 1100년에 로마 목욕탕과 카롤링거 시대 교회의 폐허 위에 세워졌을 것이다. 이 교회는 아마도 테오도르의 토굴에 사당이 있는 무덤과 순례 교회로 지어졌을 것이다. 14세기에 사보이 왕가와의 전쟁으로 파괴되었다. 1510-1516년에 매튜 쉬너(Matthew Schiner) 주교의 지휘로 새 교회에서 건축이 시작되어 17세기까지 계속되었다. 성 테오둘은 1798년까지 프랑스어를 사용하는 도시 인구를 교구 교회로 섬겼다. 17세기에 시민들은 교회 당국의 반대에도 불구하고 교구 사제를 선택할 권리를 주장했다. 분쟁은 결국 교황 대사를 통한 중재가 필요했다. 이 결의안은 시민들이 대주교가 제안한 4명 중 한 명에서 목사를 선택할 수 있도록 했다.
16세기 후반에는 베른, 바젤, 취리히, 로잔 또는 제네바에서 학생 시절 새로운 교리를 배웠던 유명한 시민의 지도하에 시옹에서 대규모 개신교 공동체가 성장했다. 1604년 이후, 발레 정부는 분명히 옛 신앙의 일부를 유지하기로 결정했다. 일부 개인이나 가족은 개혁 지역으로 이주했고 다른 일부는 옛 신앙으로 돌아갔다. 사보이의 카푸친 수도사와 예수회가 이끄는 반종교 개혁 대성당 마을에 발판을 마련하려는 개신교도들의 마지막 희망을 무너뜨렸다. 카푸친은 1631년 수도원을 세우고 1636년 수도원 교회를 짓기 시작했고, 예수회는 17세기에 선교 활동을 시작해 1734년에 학교를 세웠다.

### 헬베티아 공화국에서 1848년까지
18세기 말, 로워 발레에서 귀족주의에 반대하는 소요 사태가 벌어지는 동안 시옹은 귀족의 요새로 남아 있었다. 폭동을 피하려던 레코르체(Les Crochet) 음모의 지도자들은 1791년 시옹에서 처형되었다. 1798년 3월 5일 프랑스의 스위스 침공 이후, 시옹은 일부 인구(3월 10일 도시에 자유의 기둥을 세운)의 혁명 정신과 발레의 변화를 막으려는 보수 세력 사이에 끼어 있었다. 1789년 5월 헬베티아 공화국이 수립된 후 어퍼 발레에서 반혁명 반란이 일어났다. 이 단명한 반란은 5월 17일 프랑스군과 보주의 군대에 의해 진압되었고 시옹은 약탈당했다.
헬베티아 공화국에서 시옹은 새 정권의 지지자들과 반대자들 사이의 갈등의 근원이었다. 1799년 5월, 어퍼 발레의 반혁명군이 다시 도시를 약탈했다. 발레의 평화를 보장하기 위해 프랑스 장군 루이 마리 투로 드 가랑부빌은 1801년 시옹을 점령했고, 1802년 나폴레옹 보나파르트가 독립 발레 공화국을 선언했다. 이것은 이후 심플롱의 지역으로 프랑스에 합병될 때, 1810년까지 독립적으로 남아 있었다. 1798년과 1801년 사이에 헬베티아 공화국 정부의 대표가 시옹에 거주했다. 프랑스 점령하에서 조제프 뒤 파리(Joseph du Fay de Lavallaz)는 황제에 의해 시옹 지역의 시장으로 임명되었다.
제6차 연합 전쟁에서 나폴레옹이 패배한 후, 발레는 오스트리아에 점령당했다. 1813년 12월 말에. 오스트리아인 치하에서 시민은 많은 권리를 되찾았다. 다음 해에 정부는 앙시앙 레짐의 지지자들과 독립 공화국의 지지자들로 나뉘었고, 각 정당은 평의회를 구성했다. 두 평의회가 결합되었을 때 평의회 의원 수는 20명으로 설정되었다. 1815년과 1839년 사이에 귀족 계급은 점점 더 많은 시민의 권리와 의무를 스스로 되찾았고 점점 더 많은 권력을 얻었다. 이에 대한 응답으로 알렉산드르(Alexandre de Torrente)는 1830년에 자유당을 창당했다. 주 정부에서 시옹은 독일어를 사용하는 어퍼 발레와 가장 자주 동의했다. 이는 어퍼 발레가 평의회에서 젠덴의 과반수를 차지하게 하여 프랑스어를 사용하는 로워 발레에게 손해를 끼쳤다. 그러나 1839년 헌법에 대한 투표 이후, 어퍼 발레는 주의 나머지 부분에서 분리되었다. 시옹은 발레의 수도로 선택되었고, 이탈한 어퍼 발레는 시에르를 수도로 선택했다. 1840년, 상부 발레와 하부 발레가 재결합되었다. 그러나 4년 후, 존드분트 전쟁이 시작되는 동안 시옹은 어퍼 발레 군대에 의해 점령되었다. 1847년 11월 연방군이 시옹을 점령했다.

### 현대의 시옹
시옹은 2006년 동계 올림픽 유치하려 했지만, 이탈리아 토리노에 패했다. 시옹은 또한 솔트레이크시티에 패한 2002년 동계 올림픽과 덴버에 패한 1976년 동계 올림픽에도 입찰했다. 2019년 6월 10일, 시옹은 국민투표에서 부결된 후 2026년 동계 올림픽 유치를 철회했다.

### 고고학적 발견
고고학자들은 2019년 7월 시옹의 라 쁘띠 지구에서 6개의 정렬된 석재를 발견했다. 이 석재는 1960년에 30개의 이러한 석재와 고인돌 이 발견된 동일한 지역에서 주거용 건물 건설 작업 중 우연히 발견되었다.
“이 발견은 중부 유럽의 신석기 시대 말(기원전 2,500년)의 사회적 의식을 이해하는 데 도움이 되는 가장 중요한 발견이다.”라고 발레주에서 발표되었다. 보도자료에 따르면 다수의 돌이 의도적으로 부서진 것으로 파악됐다.
서 있는 돌 중 3개에는 표시가 새겨져 있다. 기하학적으로 장식된 옷을 입고 얼굴 주위에 태양과 같은 모티브가 있는 남성 형상으로 추정되는 가장 큰 돌은 약 2톤이다.

## 지리

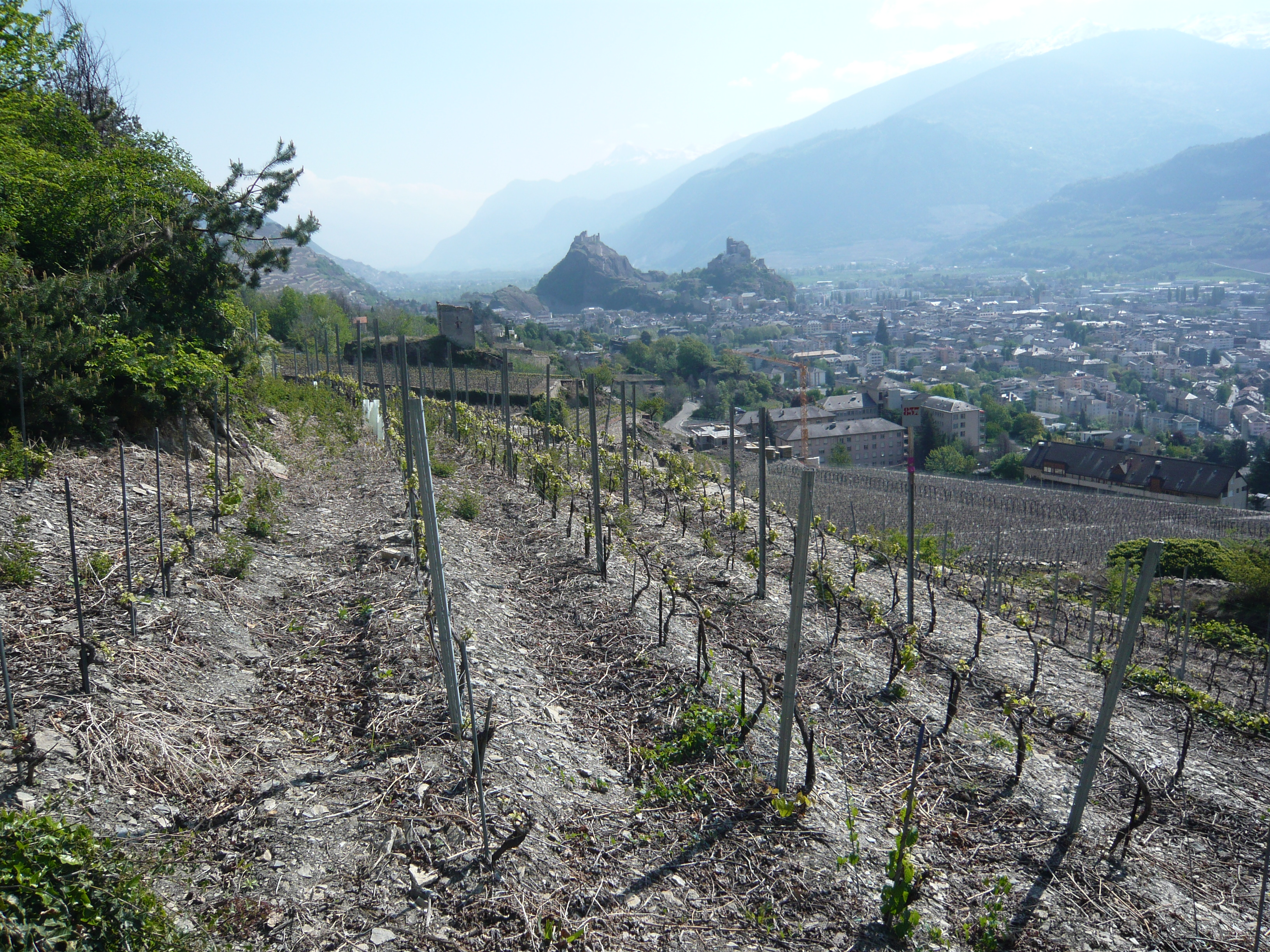
시옹 외곽의 포도밭과 시옹 타운

2017년 합병 후 시옹의 면적은 34.86k㎡였다.
합병 전 시옹의 면적(2004년 9월 조사 기준)은 29.69k㎡였다. 이 지역 중 약 38.9%가 농업용으로 사용되고 15.5%가 산림이다. 나머지 토지 중 38.4%는 정착지(건물 또는 도로)이고 7.2%는 불모지이다. 2004/09 조사에서 총 505ha 또는 전체 면적의 약 17.0%가 건물로 덮여 있었는데, 이는 1980년 양보다 148ha 증가한 것이다. 같은 기간 동안 시정촌의 레크리에이션 공간은 66ha 증가했으며 현재 전체 면적의 약 4.47%이다. 농경지 중 859ha는 과수원과 포도원으로 사용되고 337ha는 들판과 초원이며 17ha는 고산 목초지로 구성되어 있다. 1980년 이후 농경지는 330ha 감소했다. 같은 기간 동안 산림 면적은 8ha 증가했다. 강과 호수는 시정촌에서 164ha를 차지한다.
중세 연대기는 심각한 홍수 사건이 발생했다고 보고하며, 소빙기 (LIA, 1350-1850 AD) 동안 론 상류는 확실히 서부 알프스의 다른 강들과 마찬가지로 급류 체제를 가졌다. 19세기 후반에 인위적 활동은 론 분지에 결정적인 영향을 미쳤다. 강은 1863-1894년과 1930-1960년 기간에 두 번 수로가 되었다(소위 '론강의 수정'으로 강의 길이를 줄이고 강에 오늘날의 모습을 부여했다. 2000년대, 심각한 홍수 사건 이후, '3차 수정'은 'Room-for-River' 홍수 관리 전략에 따라 시작되었으며 목표: (1) 하천 확장, (2) 수용력 증가, (3) 제방 확보 및 (4) 전반적인 환경 품질을 개선한다.

### 기후
스위스에서 가장 건조하고 일조량이 많은 지역 중 하나인 시옹은 연간 평균 82.1일의 비 또는 눈이 내리며 평균 강수량은 603mm이다. 가장 습한 달은 12월로, 이 기간 동안 시옹은 평균 64mm의 비나 눈이 내린다. 12월의 평균 강수일은 7.4일이다. 강수량이 가장 많은 달은 8월로 평균 7.9일이지만 강우량은 57mm에 불과하다. 일년 중 가장 건조한 달은 4월이며, 5.2일 동안 평균 강수량이 35mm이다. 쾨펜 기후 구분 시스템에 따르면 시옹은 기후 지도에서 "Dfb"로 약칭되는 (따뜻하고 습한) 대륙성 기후를 가지고 있다.
| 시옹 (1981-2010)의 기후  | 시옹 (1981-2010)의 기후 | 시옹 (1981-2010)의 기후 | 시옹 (1981-2010)의 기후 | 시옹 (1981-2010)의 기후 | 시옹 (1981-2010)의 기후 | 시옹 (1981-2010)의 기후 | 시옹 (1981-2010)의 기후 | 시옹 (1981-2010)의 기후 | 시옹 (1981-2010)의 기후 | 시옹 (1981-2010)의 기후 | 시옹 (1981-2010)의 기후 | 시옹 (1981-2010)의 기후 | 시옹 (1981-2010)의 기후 |
| 월                       | 1월                     | 2월                     | 3월                     | 4월                     | 5월                     | 6월                     | 7월                     | 8월                     | 9월                     | 10월                    | 11월                    | 12월                    | 연간                    |
| ------------------------ | ----------------------- | ----------------------- | ----------------------- | ----------------------- | ----------------------- | ----------------------- | ----------------------- | ----------------------- | ----------------------- | ----------------------- | ----------------------- | ----------------------- | ----------------------- |
| 일평균 최고 기온 °C (°F) | 4.4 (39.9)              | 6.9 (44.4)              | 12.5 (54.5)             | 16.6 (61.9)             | 21.0 (69.8)             | 24.5 (76.1)             | 27.0 (80.6)             | 26.1 (79.0)             | 21.7 (71.1)             | 16.7 (62.1)             | 9.5 (49.1)              | 4.7 (40.5)              | 16.0 (60.8)             |
| 일일 평균 기온 °C (°F)   | −0.1 (31.8)             | 1.8 (35.2)              | 6.5 (43.7)              | 10.4 (50.7)             | 14.9 (58.8)             | 18.1 (64.6)             | 20.1 (68.2)             | 19.2 (66.6)             | 15.2 (59.4)             | 10.3 (50.5)             | 4.3 (39.7)              | 0.6 (33.1)              | 10.1 (50.2)             |
| 일평균 최저 기온 °C (°F) | −3.8 (25.2)             | −2.3 (27.9)             | 1.4 (34.5)              | 4.5 (40.1)              | 8.7 (47.7)              | 11.8 (53.2)             | 13.8 (56.8)             | 13.3 (55.9)             | 9.9 (49.8)              | 5.6 (42.1)              | 0.4 (32.7)              | −2.6 (27.3)             | 5.1 (41.2)              |
| 평균 강수량 mm (인치)    | 51 (2.0)                | 47 (1.9)                | 42 (1.7)                | 35 (1.4)                | 49 (1.9)                | 54 (2.1)                | 58 (2.3)                | 57 (2.2)                | 44 (1.7)                | 52 (2.0)                | 52 (2.0)                | 64 (2.5)                | 603 (23.7)              |
| 평균 강설량 cm (인치)    | 14.1 (5.6)              | 10.7 (4.2)              | 2.3 (0.9)               | 0.2 (0.1)               | 0.0 (0.0)               | 0.0 (0.0)               | 0.0 (0.0)               | 0.0 (0.0)               | 0.0 (0.0)               | 0.1 (0.0)               | 5.8 (2.3)               | 11.3 (4.4)              | 44.5 (17.5)             |
| 평균 강수일수 (≥ 1.0 mm) | 6.8                     | 5.5                     | 6.5                     | 5.2                     | 7.4                     | 7.7                     | 7.7                     | 7.9                     | 6.2                     | 6.8                     | 7.0                     | 7.4                     | 82.1                    |
| 평균 강설일수 (≥ 1.0 cm) | 3.0                     | 1.6                     | 0.5                     | 0.1                     | 0.0                     | 0.0                     | 0.0                     | 0.0                     | 0.0                     | 0.0                     | 0.7                     | 2.4                     | 8.3                     |
| 평균 상대 습도 (%)       | 78                      | 72                      | 64                      | 61                      | 63                      | 63                      | 64                      | 68                      | 73                      | 77                      | 79                      | 81                      | 70                      |
| 평균 월간 일조시간       | 92                      | 124                     | 176                     | 197                     | 218                     | 245                     | 269                     | 244                     | 204                     | 158                     | 98                      | 68                      | 2,093                   |
| 출처: MeteoSwiss         |                         |                         |                         |                         |                         |                         |                         |                         |                         |                         |                         |                         |                         |

## 인구통계

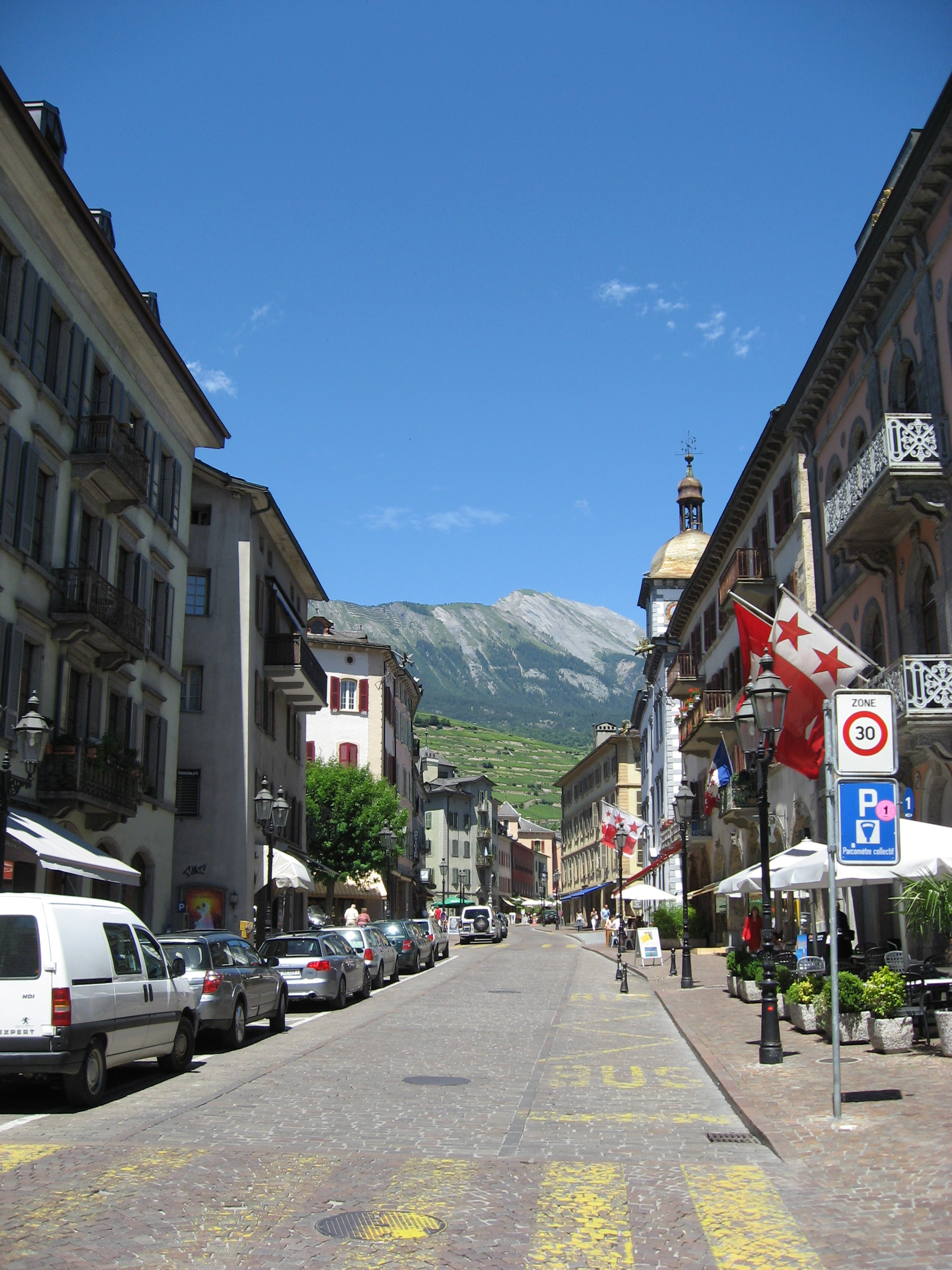
시내 중심가의 Grand-Pont 거리

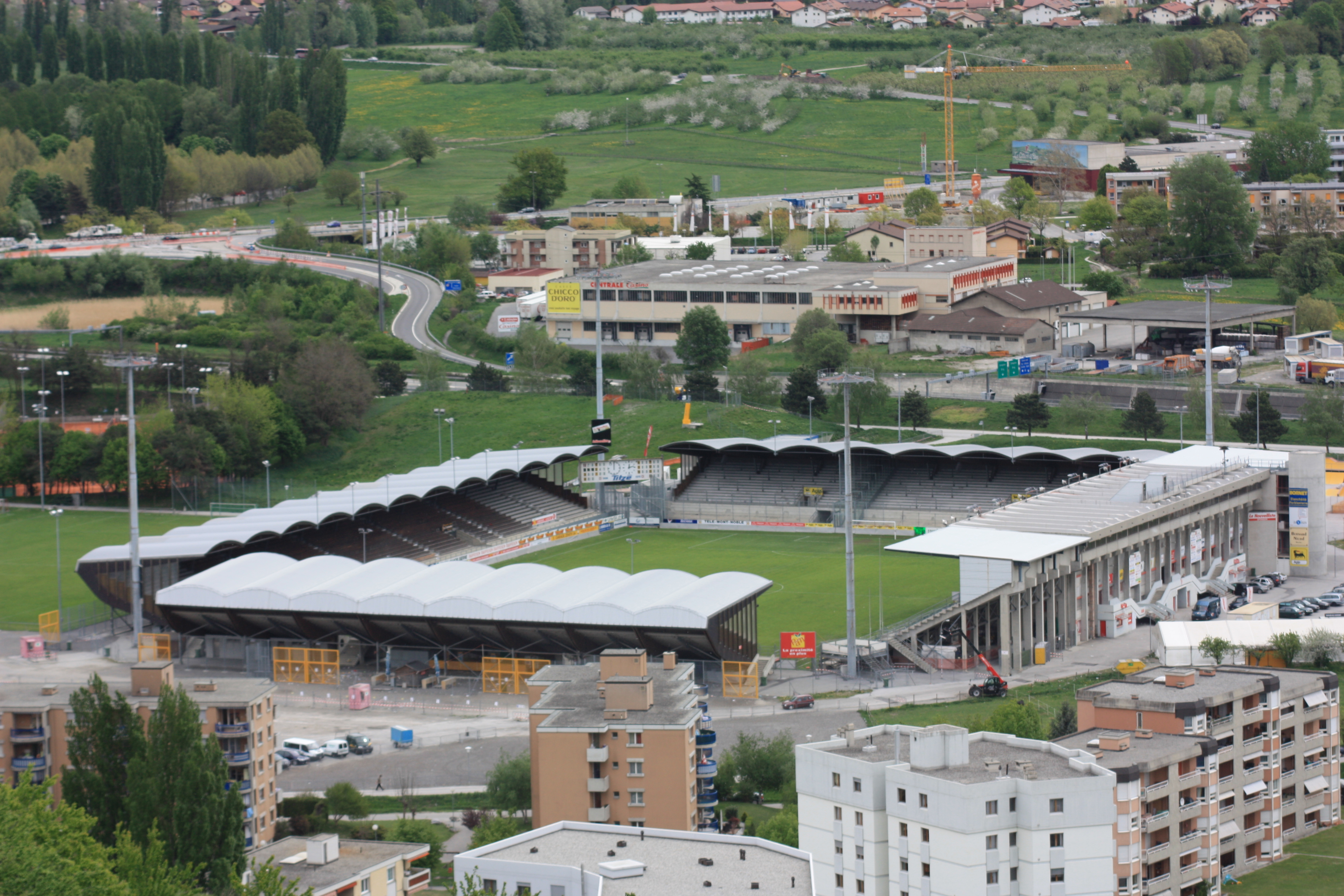
시온의 경기장과 아파트 건물

2020년 12월 기준 시옹의 인구는 34,978명이다. 2008년 기준으로 인구의 26.9%가 거주하는 외국인이다. 2000년에서 2010년 사이에 인구는 10%의 비율로 변경되었다. 이주로 인해 10.1%의 비율로, 출생 및 사망으로 인해 2.3%의 비율로 변경되었다.
2000년 기준, 인구 대부분에 속하는 22,338명(82.2%)이 프랑스어를 모국어로 사용하고, 독일어는 1,523명(5.6%)으로 두 번째로 많이 사용하고 포르투갈어는 912명(3.4%)으로 세 번째로 사용한다. 이탈리아어를 할 줄 아는 사람은 855명, 로만슈어를 할 줄 아는 사람은 19명이다.
2008년 기준으로 인구는 남성 47.8%, 여성 52.2%이다. 인구는 10,128명의 스위스 남성(인구의 34.1%)과 4,089명(13.8%)의 비스위스계 남성으로 구성되었다. 스위스 여성은 11,642명(39.2%), 비스위스계 여성은 3,859명(13.0%)이었다. 자치단체 인구 중 9,542명(약 35.1%)이 2000년에 시옹에서 태어나 그곳에 살았다. 같은 주에서 태어난 7,481명(27.5%)이 있었고, 스위스 다른 곳에서 태어난 2,939명(10.8%)이 있었다. 6,285명(23.1%)이 스위스 이외의 지역에서 태어났다.
2000년 기준으로 아동·청소년(0~19세) 인구가 24.8%, 성인(20~64세)이 60.7%, 노인(64세 이상)이 14.5%를 차지하고 있다.
2000년 기준으로 시정촌에 미혼이며 미혼인 사람은 11,846명이다. 기혼자는 12,335명, 미망인은 1,509명, 이혼한 사람은 1,481명이었다.
2000년 기준으로 시정촌의 개인 가구는 11,326세대로 가구당 평균 2.3명이다. 1인 가구는 4114가구, 5인 이상 가구는 703가구였다. 2000년 기준으로 상시 분양되는 아파트는 총 10,670세대(전체의 88.3%), 비수기 분양 아파트는 1,072세대(8.9%), 공실은 345세대(2.9%)였다.  2009년 기준 신규 주택 건설률은 인구 1000명당 4.7세대였다.
2003년 현재 시옹의 평균 아파트 임대료는 월 919.42 스위스 프랑 (CHF)이었다(2003년부터 US$740, £410, €590 약 환율). 방 1개짜리 아파트의 평균 가격은 473.25 CHF(US$380, £210, €300)였고, 방 2개짜리 아파트는 약 679.12 CHF(US$540, £310, €430), 방 3개짜리 아파트는 약 854.95 CHF(US$680, £380, €550) 및 6개 이상의 방 아파트 비용은 평균 1075.25 CHF(US$860, £480, €690)이다. 시옹의 평균 아파트 가격은 전국 평균 1116CHF의 82.4%였다.2010년 시옹의 공실률은 0.53%였다.

### 역사적 인구
역사적 인구는 다음의 차트와 같다:
| 역사적 인구 데이터 | 역사적 인구 데이터 | 역사적 인구 데이터 | 역사적 인구 데이터 | 역사적 인구 데이터 | 역사적 인구 데이터 | 역사적 인구 데이터 | 역사적 인구 데이터 | 역사적 인구 데이터 | 역사적 인구 데이터 | 역사적 인구 데이터 | 역사적 인구 데이터 |
| 년도               | 전체 인구          | 프랑스어           | 독일어             | 가톨릭             | 개신교             | 기타               | 유대인             | 무슬림             | 무교               | 스위스             | 비스위스계         |
| ------------------ | ------------------ | ------------------ | ------------------ | ------------------ | ------------------ | ------------------ | ------------------ | ------------------ | ------------------ | ------------------ | ------------------ |
| 1850               | 3,307              |                    |                    | 3,213              | 94                 |                    |                    |                    |                    | 3,073              | 234                |
| 1870               | 5,456              |                    |                    | 5,178              | 296                |                    |                    |                    |                    | 4,857              | 618                |
| 1888               | 6,099              | 3,641              | 2,273              | 5,787              | 310                | 10                 |                    |                    |                    | 5,476              | 623                |
| 1900               | 6,751              | 4,892              | 1,733              | 6,417              | 319                | 1                  | 9                  |                    |                    | 5,972              | 779                |
| 1910               | 7,254              | 5,318              | 1,695              | 6,855              | 381                | 11                 | 10                 |                    |                    | 6,379              | 875                |
| 1930               | 8,657              | 6,726              | 1,633              | 8,168              | 472                | 11                 | 3                  |                    |                    | 7,931              | 726                |
| 1950               | 11,770             | 9,604              | 1,797              | 10,967             | 767                | 16                 | 5                  |                    |                    | 11,065             | 705                |
| 1970               | 21,925             | 16,478             | 2,646              | 20,458             | 1,333              | 755                | 12                 | 33                 | 51                 | 18,411             | 3,514              |
| 1990               | 25,336             | 19,430             | 1,735              | 22,263             | 1,400              | 3,028              | 12                 | 430                | 707                | 19,524             | 5,812              |
| 2000               | 27,171             | 22,338             | 1,523              | 21,220             | 1,419              | 2,455              | 15                 | 1,360              | 1,371              | 20,360             | 6,811              |

### 종교

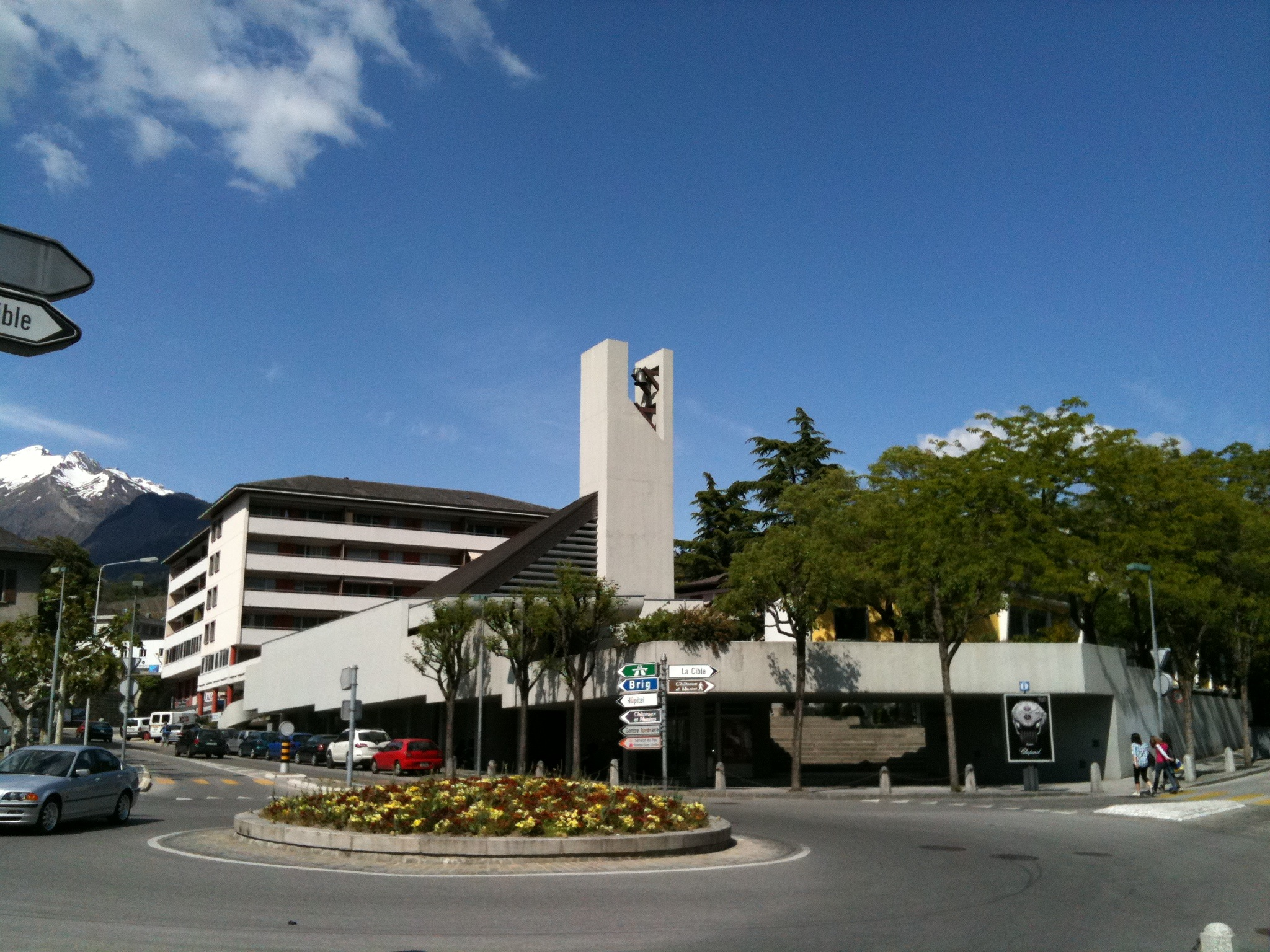
시옹의 개혁 교회 건물

2000년 인구 조사에 따르면 21,220명(78.1%)이 로마 가톨릭 신자이고, 1,198명(4.4%)이 스위스 개혁 교회에 속해 있다. 나머지 인구 중 정교회 교인이 212명(인구의 약 0.78%), 크리스찬 가톨릭 교회 교인이 18명(인구의 약 0.07%), 453명이 있었다. 다른 기독교 교회에 속한 개인(또는 인구의 약 1.67%). 유대인은 16명(인구의 약 0.06%)이었고 이슬람교도는 1,360명(인구의 약 5.01%)이었다. 86명의 불교 신자가 있었다. 힌두교인 52명과 다른 교회에 속한 22명이 있었다. 1,371명(인구의 약 5.05%)이 교회에 속하지 않고, 불가지론자 또는 무신론자이며, 1,385명(인구의 약 5.10%)이 질문에 대답하지 않았다.

## 경제

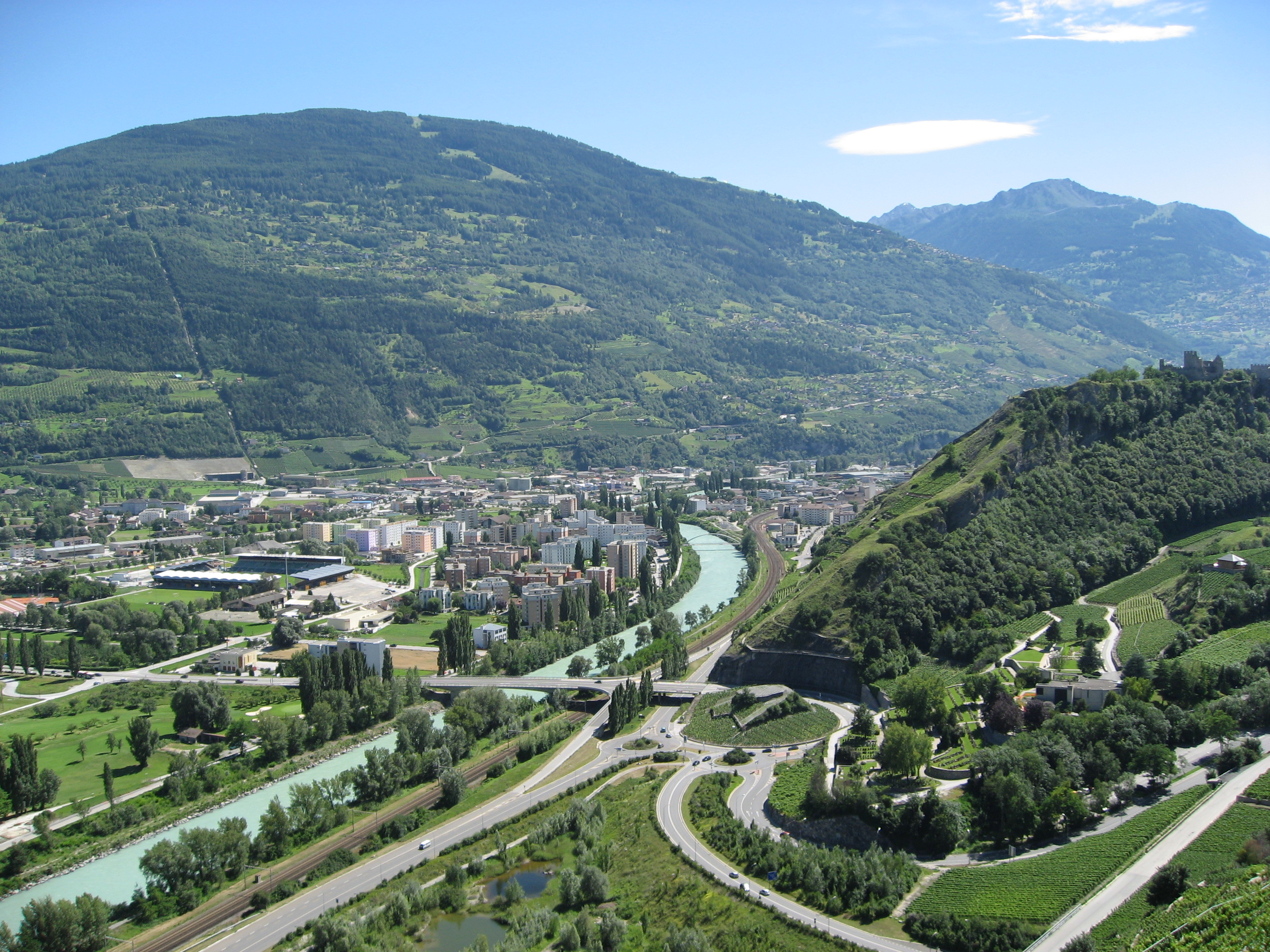
시옹과 론강

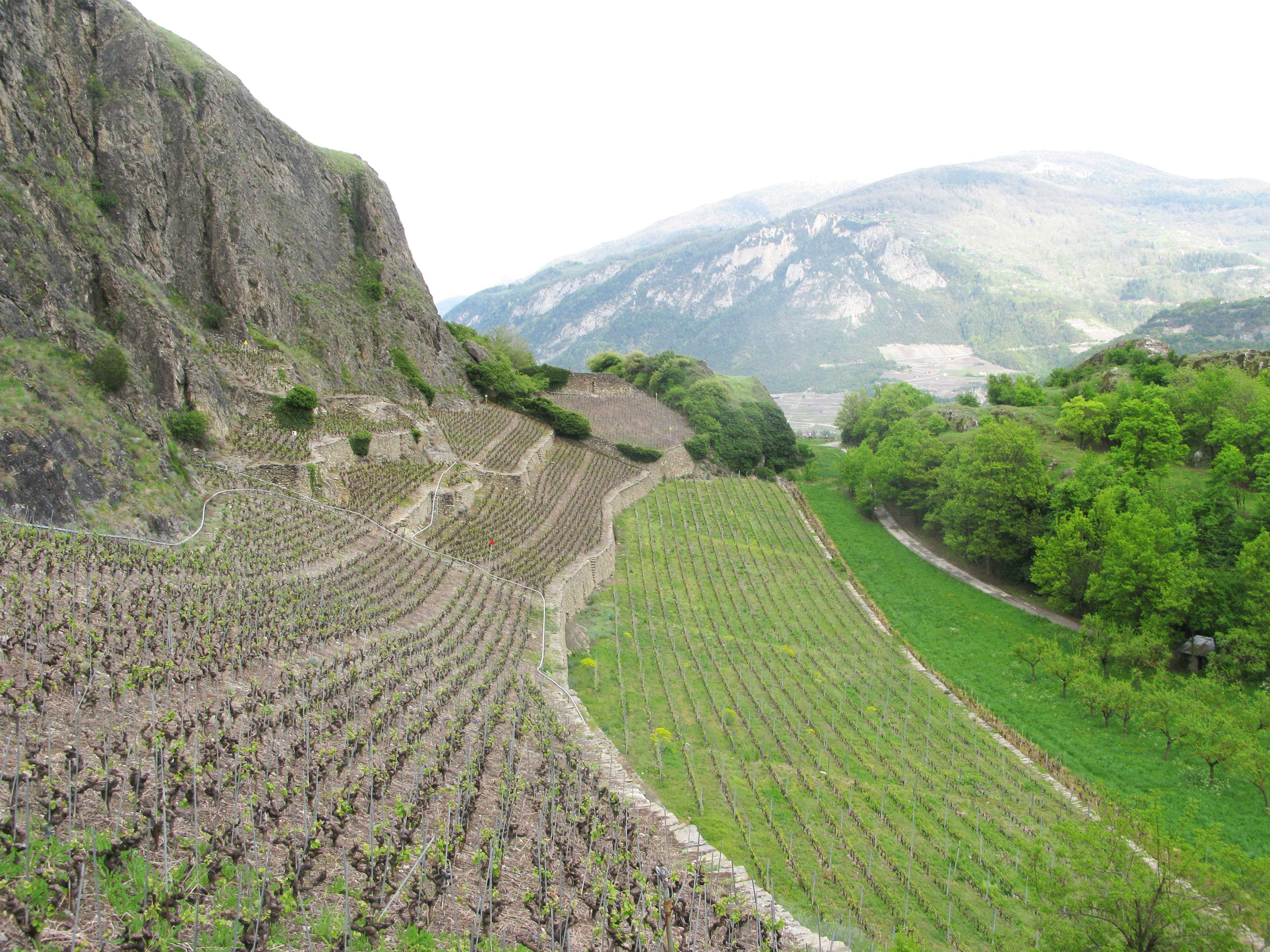
시옹성 근처의 포도밭

제3차 부문은 시옹의 주요 경제 부문으로, 주로 주행정부, 발레 의회와 주법원이 있기 때문이다. 관광업은 역사적인 성과 박물관으로 인해 중요한 부문이기도 하다.
시옹은 스위스에서 세 번째로 큰 와인 생산지이지만, 도시화 과정으로 귀중한 농경지와 포도밭이 지속적으로 쇠퇴하고 있다.
시옹은 또한 중요한 의료 현장이 되었다. 시옹-지방 병원은 발레 병원의 중앙 연구소와 신체 재활을 위한 Suva 클리닉 옆에 있다.
마지막으로 코뮌은 주변 44개 코뮌의 폐기물을 처리하는 폐기물 소각로를 운영하고 있다. 이 소각로는 NOx 배출 수준을 허용 수준 이하로 낮추는 촉매 변환기가 장착되어 있다. 또한 연소 때 발생하는 열은 전기에너지로 변환되어 지역 사회에 제공된다.
시옹은 중간 규모의 지역 중심이다. 지자체는 자체 집합체의 중심이다.
2014년 기준으로 시정촌에 고용된 사람은 총 33,228명이다. 이 중 1차 경제 부문의 93개 기업에서 총 494명이 근무했다. 1차 산업 종사자의 과반수(54.0%)가 영세사업장(10인 미만)에서 일하고 있다. 나머지는 총 227명의 직원이 있는 7개의 소규모 사업체에서 일했다. 2차 부문은 466개의 개별 사업에서 5,638명의 근로자를 고용했다. 2014년에는 447개 중소기업(50인 미만)에서 총 3,405명의 직원이 근무했다. 1,614명의 직원이 있는 17개의 중소기업과 2개의 대기업이 있는 619명의 직원이 있었다. 마지막으로 3차 산업이 3,134개 기업에서 27,096개의 일자리를 제공했다. 2014년 기준 총 16,599명의 직원이 3,068개 중소기업(50인 미만)에서 근무했다. 7,289명의 직원을 둔 60개의 중소기업과 3,208명의 직원을 둔 6개의 대기업이 있었다.
2014년에는 전체 인구의 8.1%가 사회 지원을 받았다.
2015년에 현지 호텔은 총 61,402회의 숙박을 했으며 그중 22.6%가 해외 방문객이었다.
2008년에 정규직에 상응하는 총일자리 수는 21,338개였다. 1차 부문의 일자리 수는 245개였으며 모두 농업에 있었다. 2차 부문의 일자리 수는 4,830개로 그중 제조업이 1,976개(40.9%), 광업이 51개(1.1%), 건설이 2,323개(48.1%)였다. 3차 부문의 일자리는 16,263개였다. 3차 부문에서; 3,356명(20.6%)은 도소매업 또는 자동차 수리업, 858명(5.3%)은 물품 이동 및 보관업, 968명(6.0%)은 호텔·레스토랑, 685명(4.2%)은 정보업이었다. 1,566 또는 9.6%는 보험 또는 금융 산업, 1,357 또는 8.3%는 기술 전문가 또는 과학자, 1,249 또는 7.7%는 교육, 2,989 또는 18.4%는 의료 분야였다.
2000년 기준 자치단체로 통근하는 근로자는 13,194명, 외부로 출퇴근하는 근로자는 2,857명이었다. 지자체는 근로자 순수입 주이며, 1명이 전출될 때마다 약 4.6명의 근로자가 지자체에 전입된다. 근로 인구의 10.4%가 대중교통을 이용하여 출퇴근하고, 57.1%가 자가용을 이용하였다.

## 교육
시옹에서는 인구의 약 8,560명(31.5%)이 비필수 고등교육을 이수했으며, 3,670명(13.5%)이 추가 고등 교육(대학 또는 응용학문대학)을 마쳤다. 고등교육을 이수한 3,670명 중 54.9%가 스위스 남성, 32.0%가 스위스 여성, 7.5%가 비스위스계 남성, 5.6%가 비스위스계 여성이었다.
2000년 기준으로 시옹에는 타 자치단체에서 온 학생이 3,122명, 시외 학교에 다니는 주민은 261명이다.
시옹에는 4개의 도서관이 있다. 이러한 라이브러리에는 다음이 포함된다.
- Médiathèque 발레 시옹
- Bibliothèque towne de 시옹
- HES-SO Valais Médiathèque santé-social
- HES-SO Valais, Domaine Sciences de l'ingénieur

도서관에는 총 690,513권 (2008년 기준)이 있으며, 같은 해 총 294,320권이 대출되었다.

### Schools
시옹에는 2개의 고등 교육 기관(대학)이 있다.
- Lycée-Collège des Creusets (LCC)
- Lycée-Collège de la Planta (LCP)

## 볼거리

### 국가중요문화재
시옹에는 국가적으로 중요한 스위스 문화유산으로 등재된 14개의 건물 또는 유적지가 있다. 세속적 건물에는 발레주 기록 보관소, 시옹 주교의 기록 보관소 및 박물관과 대성당, 시청(천문 시계 포함), 마조리성, 샤또 거리 19번지의 라 마조리(La Majorie), 라 마조리 15번지에 있는 비돔나트(Le Vidomnat), 수퍼삭소 주택(Maison Supersaxo), 미디어텍 발레 시옹, 주립 미술, 역사 박물관, 뚜비용성(Tourbillon Castle) 유적이 있다.
목록에 있는 종교 건물은 노트르담 성담(Cathédrale Notre-Dame), 카푸친 수도원과 도서관, 발레르 노트르담 교회 및 성테오둘 교회이다. 신석기 시대의 유적 정착촌과 현대 도시 시옹도 목록에 있다. 시옹 마을 전체와 브라모아 마을은 모두 스위스 유산 목록의 일부이다.
시옹의 특징은 발레르 언덕(12~13세기)이 있는 발레르 언덕(610m)과 뚜비용 유적이 있는 뚜비용성(Tourbillon, 658m)이 지배했던 중세 도시 풍경이다. 발레르 바실리카(Valère Basilica)는 구시가지의 동쪽 끝에 있는 두 둔덕의 남쪽 꼭대기에 있는 교회이다. 이곳에는 1430년대에 지어진 세계에서 가장 오래된 연주 가능한 오르간이 있다.

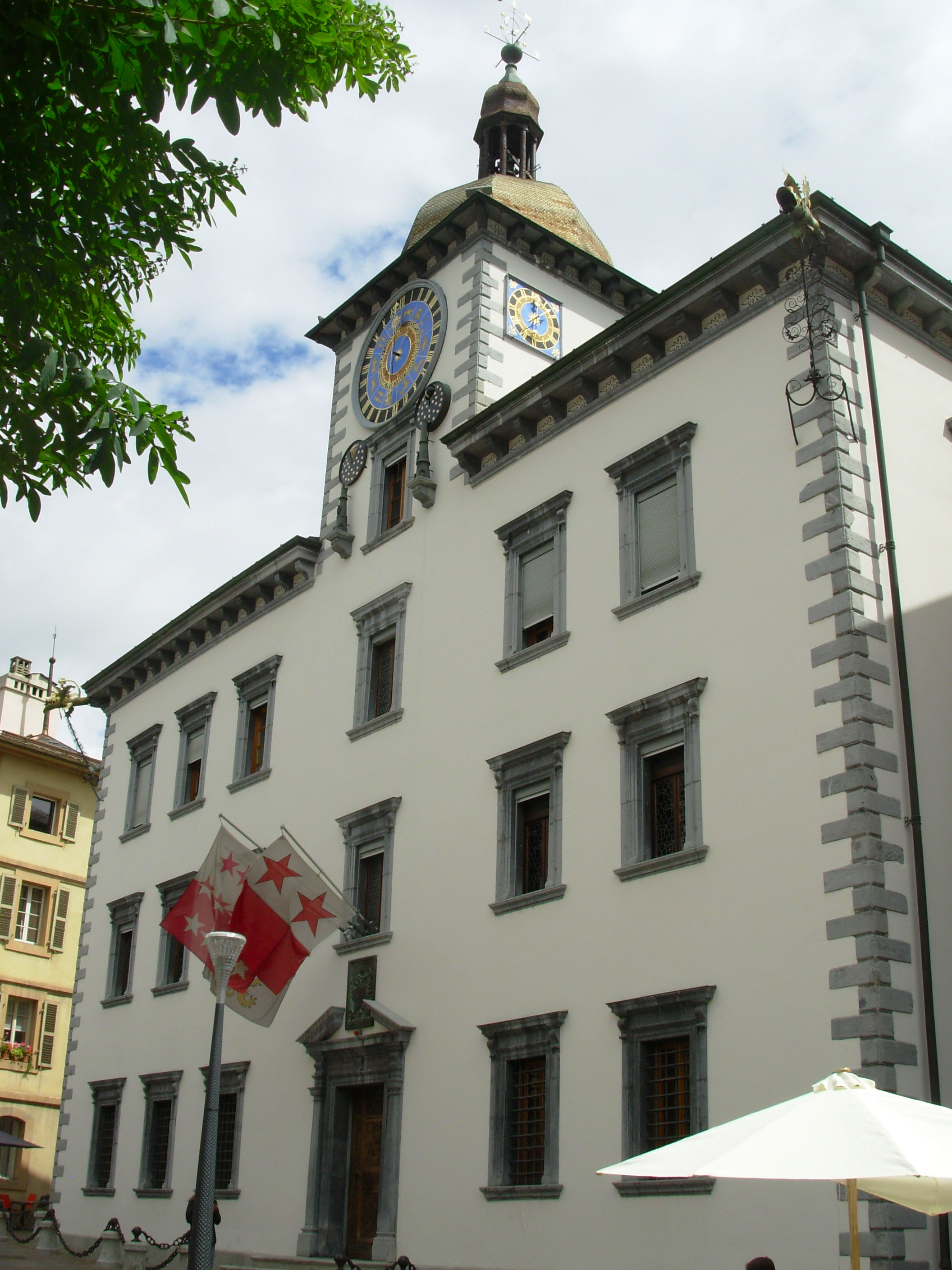
Hôtel de Ville
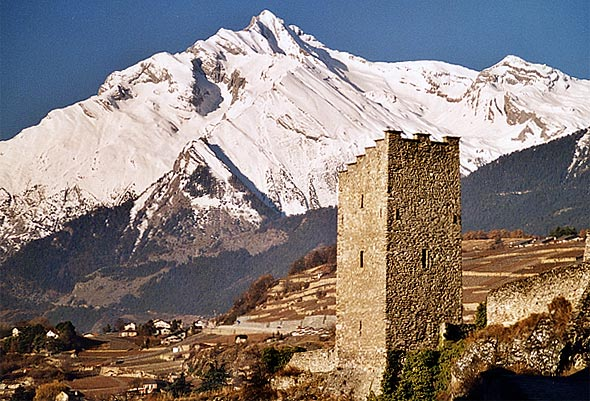
마조리성
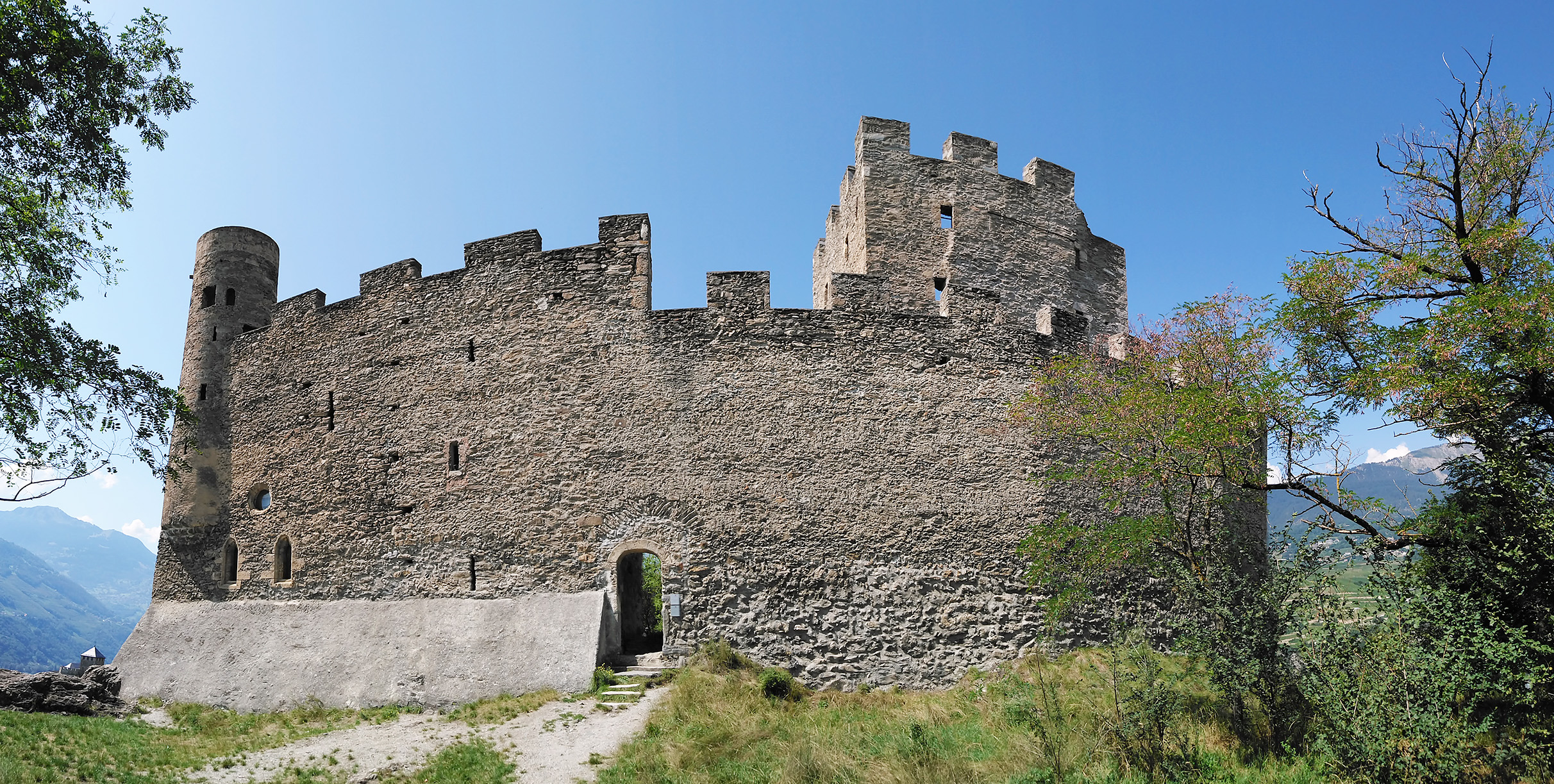
뚜비용성
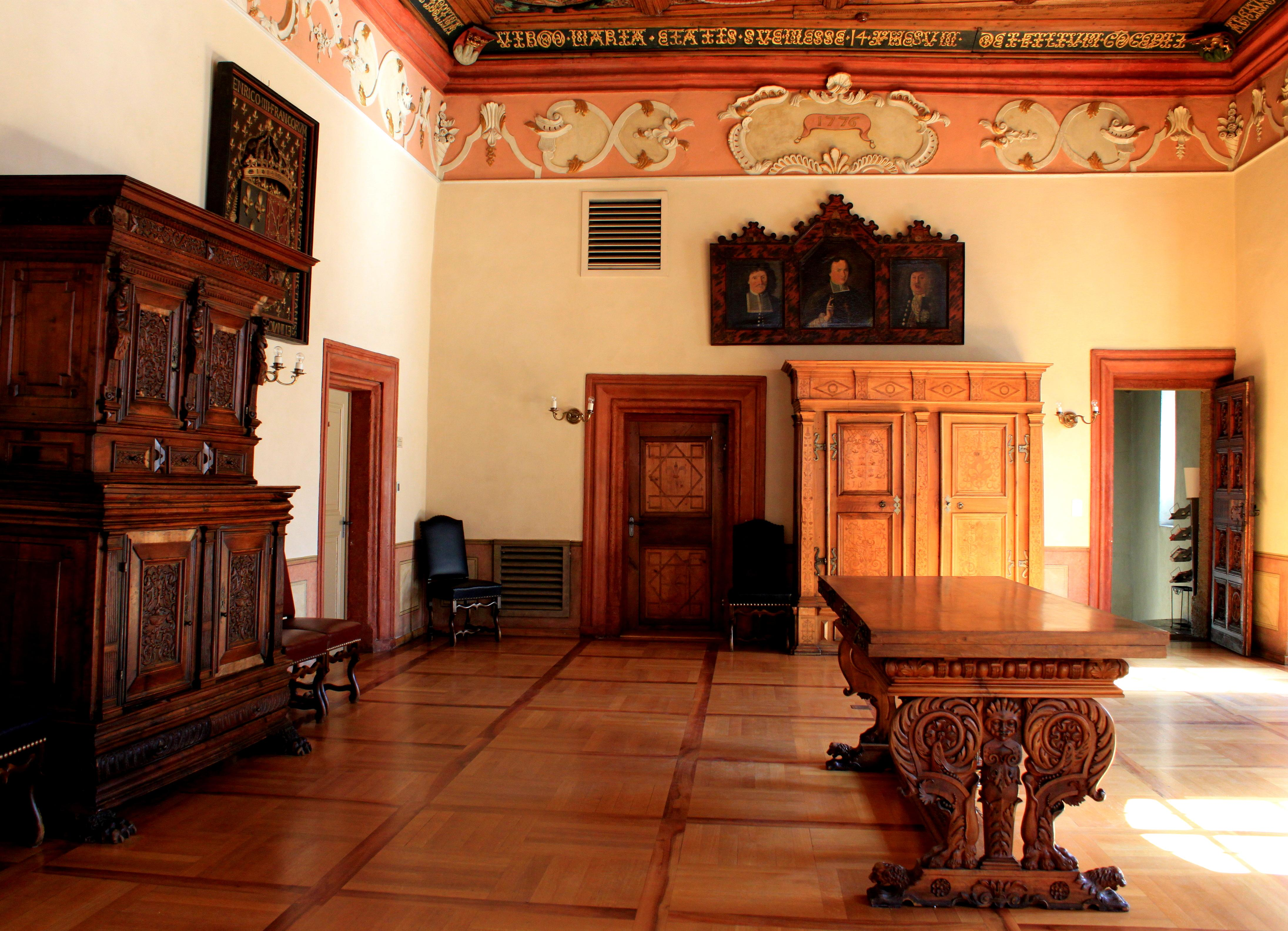
수퍼싹소 주택(Maison Supersaxo)
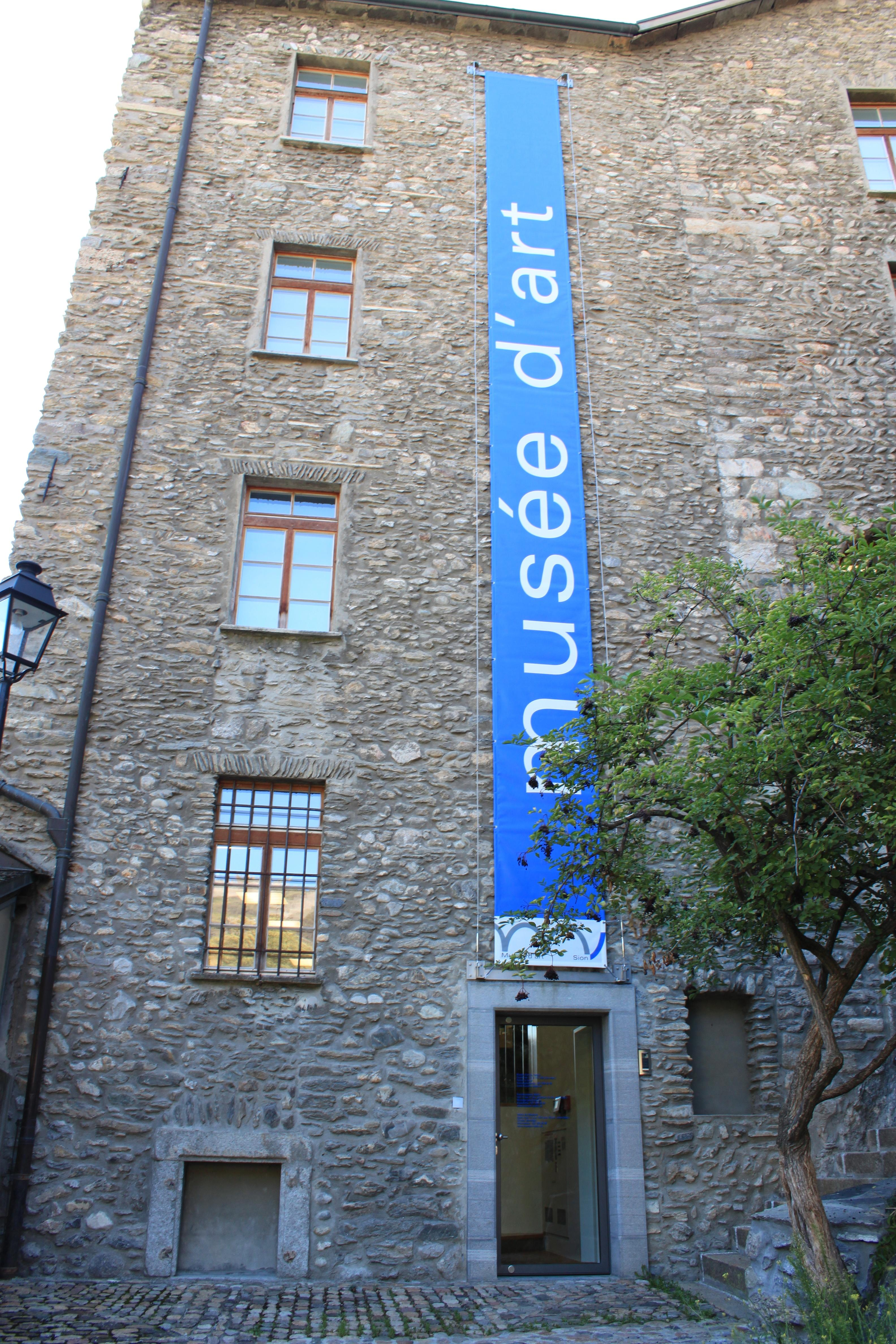
미술관
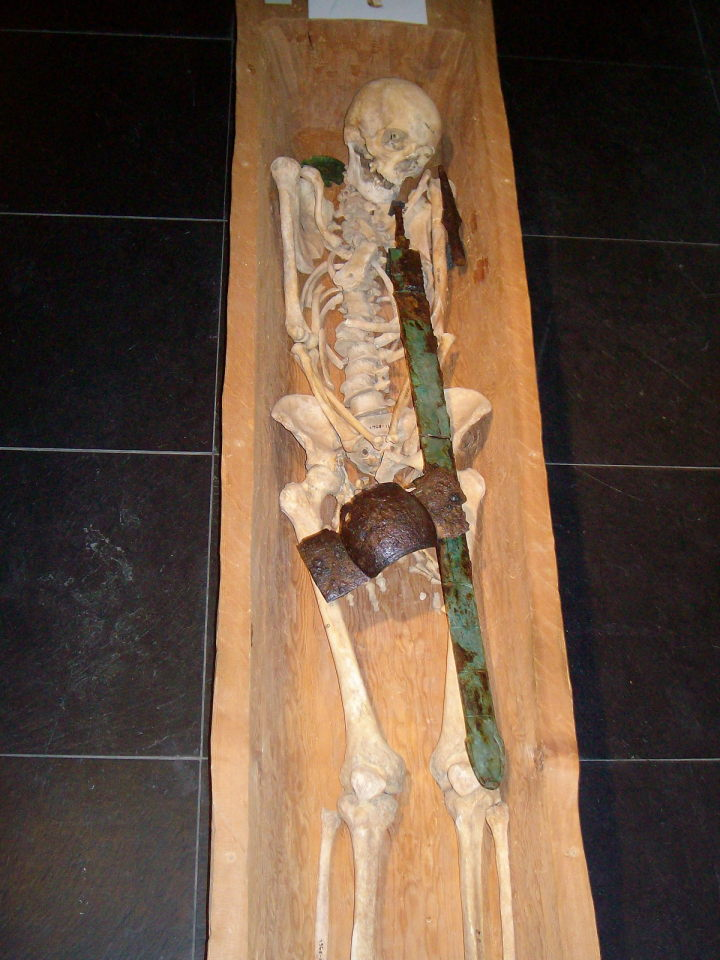
역사박물관의 스켈레톤
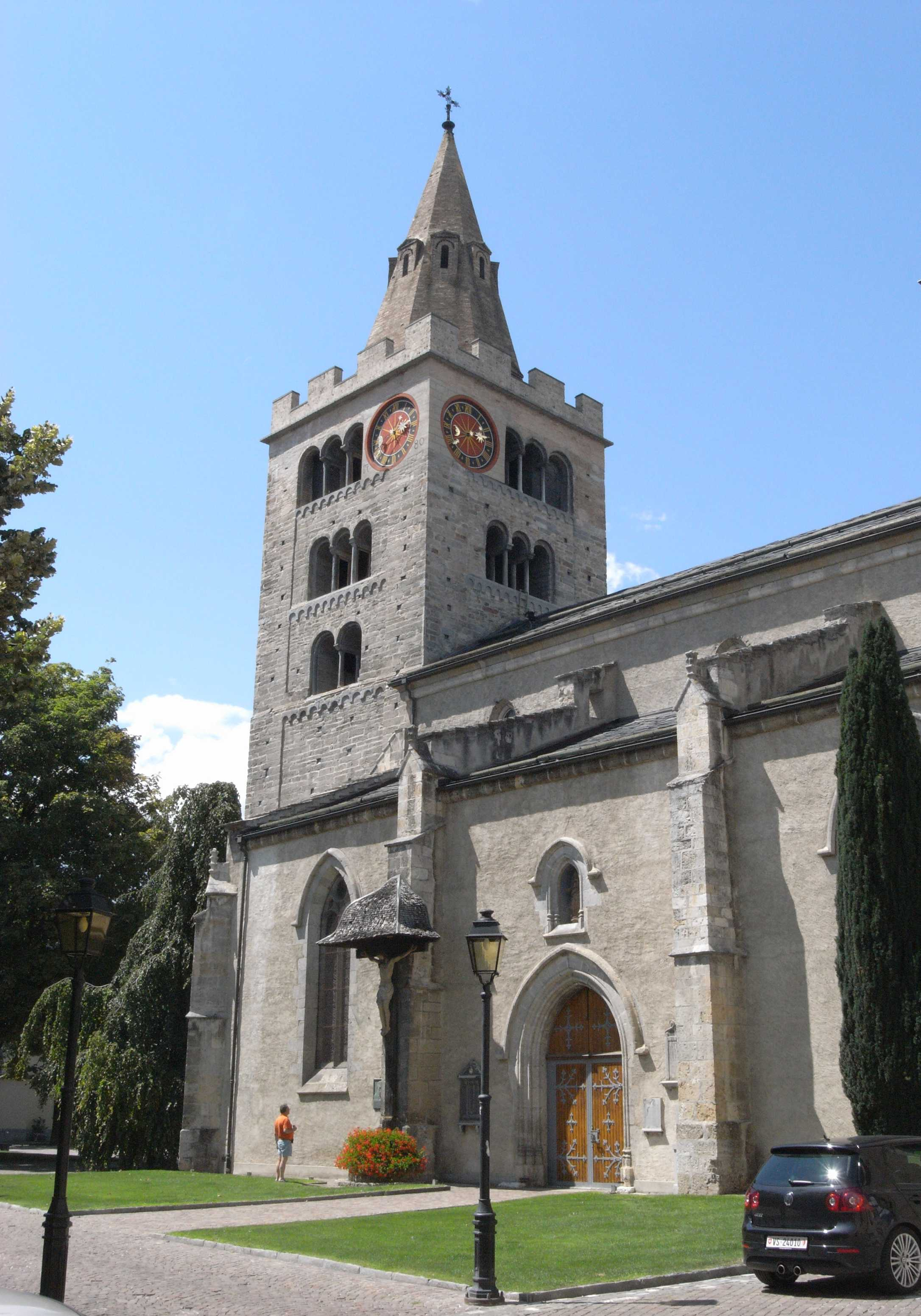
노트르담 성당
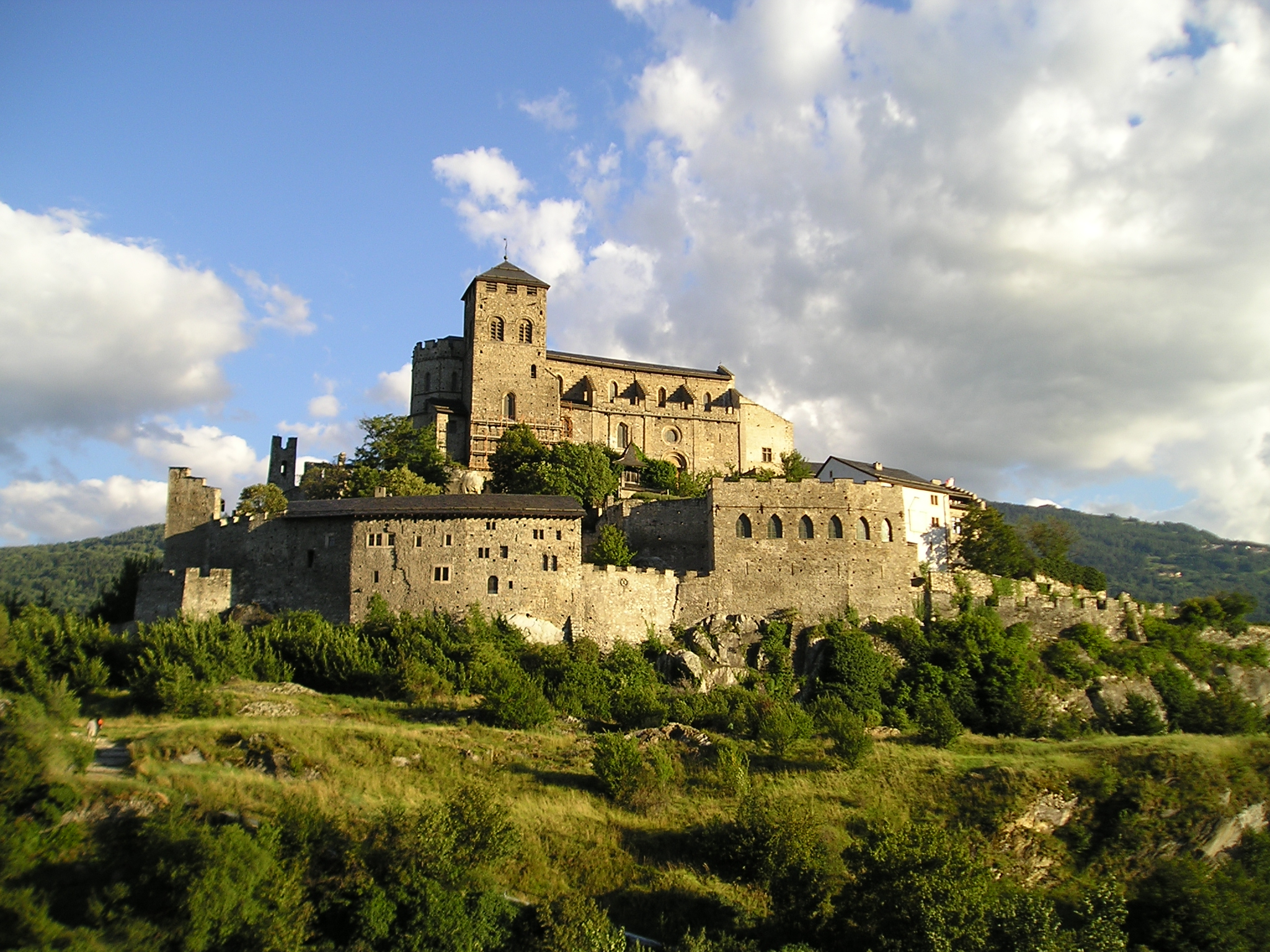
발레르 바실리카
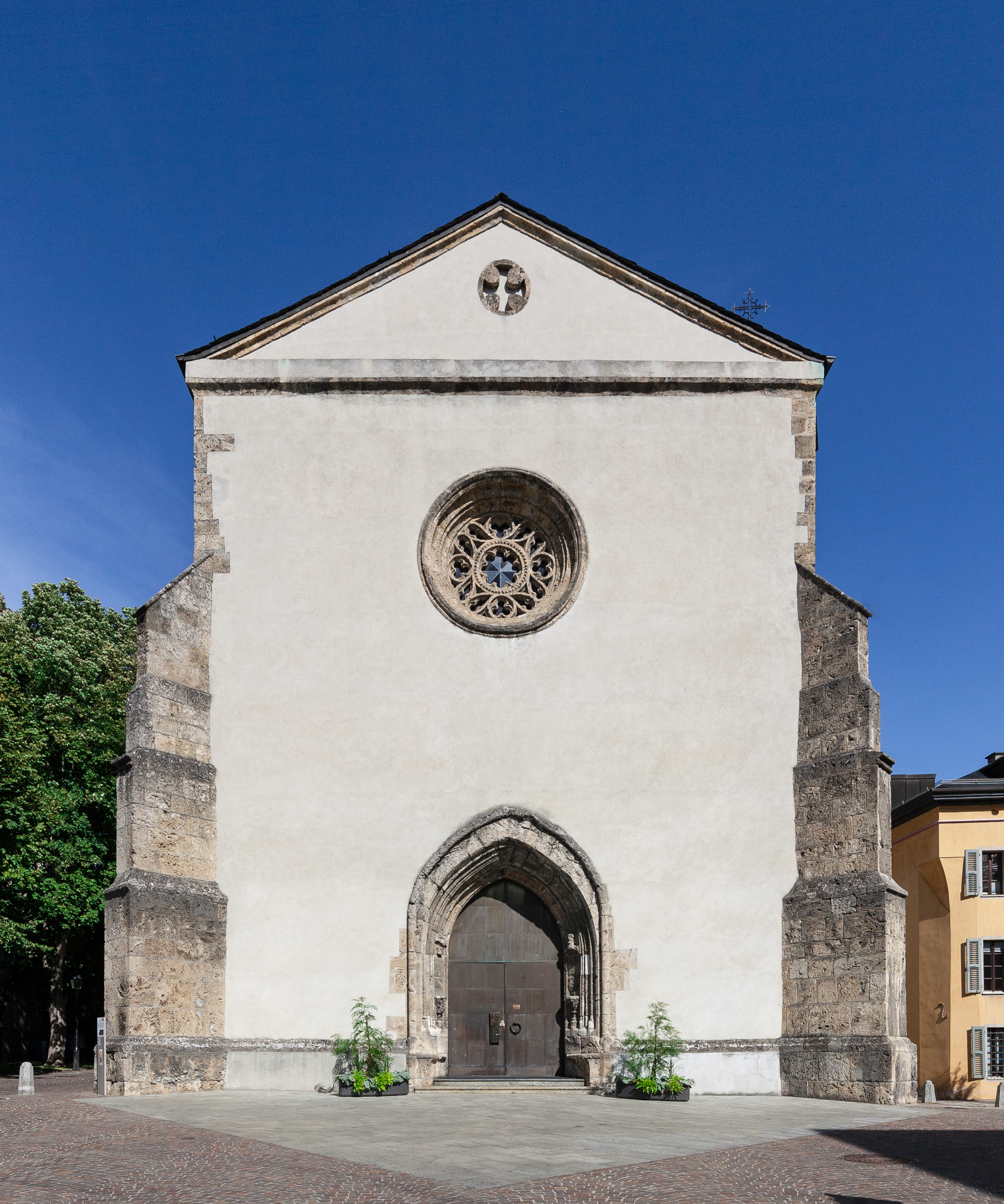
성 테오도로
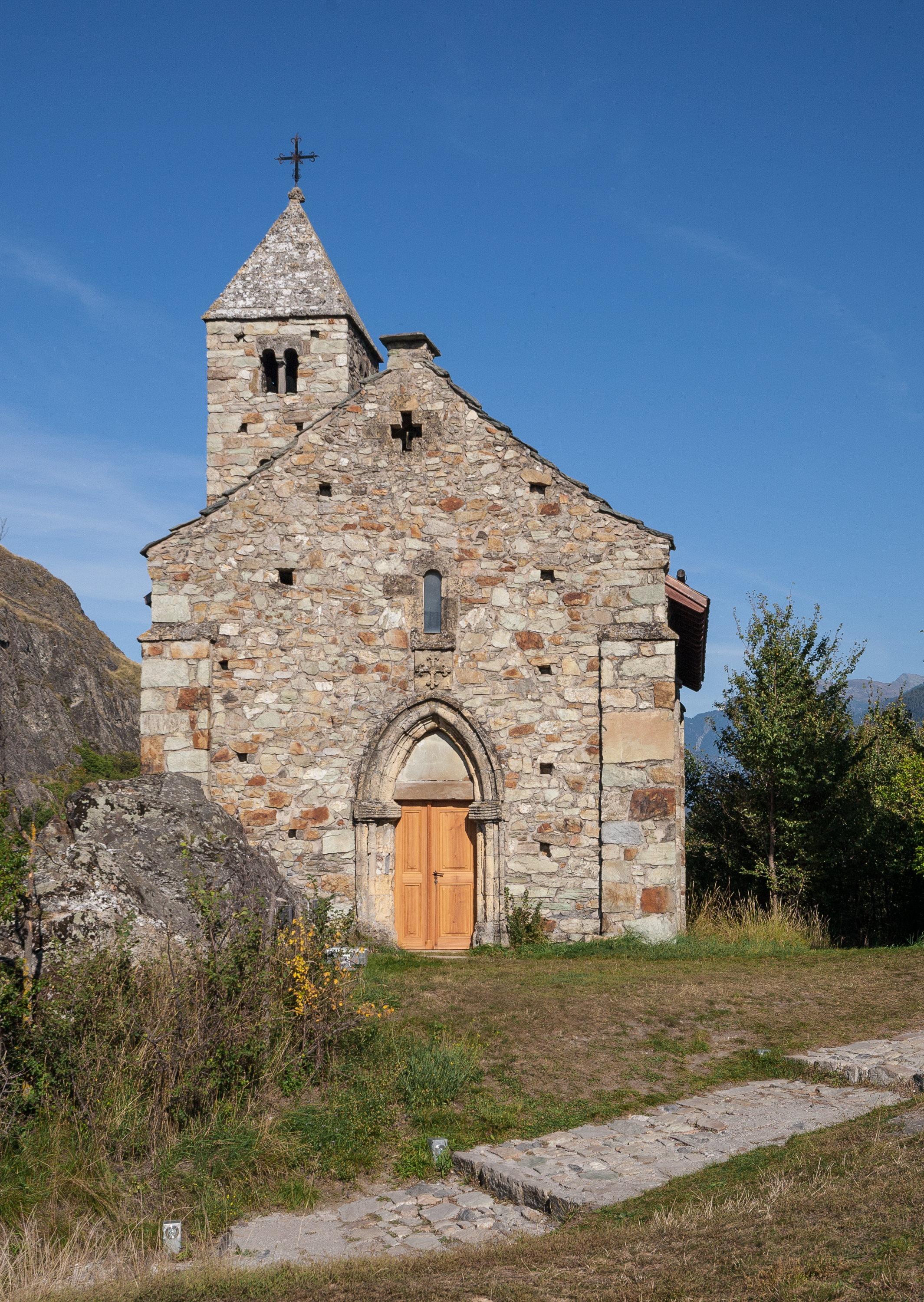
Chapel성 시옹의 예배당

## 교통
A9 고속도로에서 2개의 교차로를 통해 시옹에 도달하실 수 있다. 시내 중심과 접하는 9번 주요 도로는 이것과 평행 하게 달린다.
도시의 서쪽에 작은 시옹 공항이 건설되었다.
시옹역은 제네바의 서쪽에서 밀라노 방향으로 터널을 지나 계속되는 중요한 심플론선에 있다.

## 스포츠
축구 클럽 FC 시옹은 스위스 슈퍼 리그에서 뛰고 있다. 그들의 경기장은 스타드 투르빌롱이다.
HC 시옹은 이 도시의 주요 아이스하키팀이다. 그들은 스위스 하키의 3부 리그인 스위스 프리미어 리그에서 뛰고 있다. 그들의 경기장은 1,200명을 수용할 수 있는 앙시앵 스탄드이다.
2021년 5월 1일 웨이브가든에서 만든 알레아만 서핑 파도 풀장이 시옹에 오픈했다. 유럽 본토에서 대중에게 공개된 최초의 서핑수영장이다.